# Ejido el Rosario
Ejido el Rosario är en ort i Mexiko, tillhörande kommunen Tezoyuca i delstaten Mexiko. Ejido el Rosario ligger i den centrala delen av landet och tillhör Mexico Citys storstadsområde. Orten hade 199 invånare vid folkräkningen 2010.